# Mercedes-Benz OM 646/OM 647/OM 648

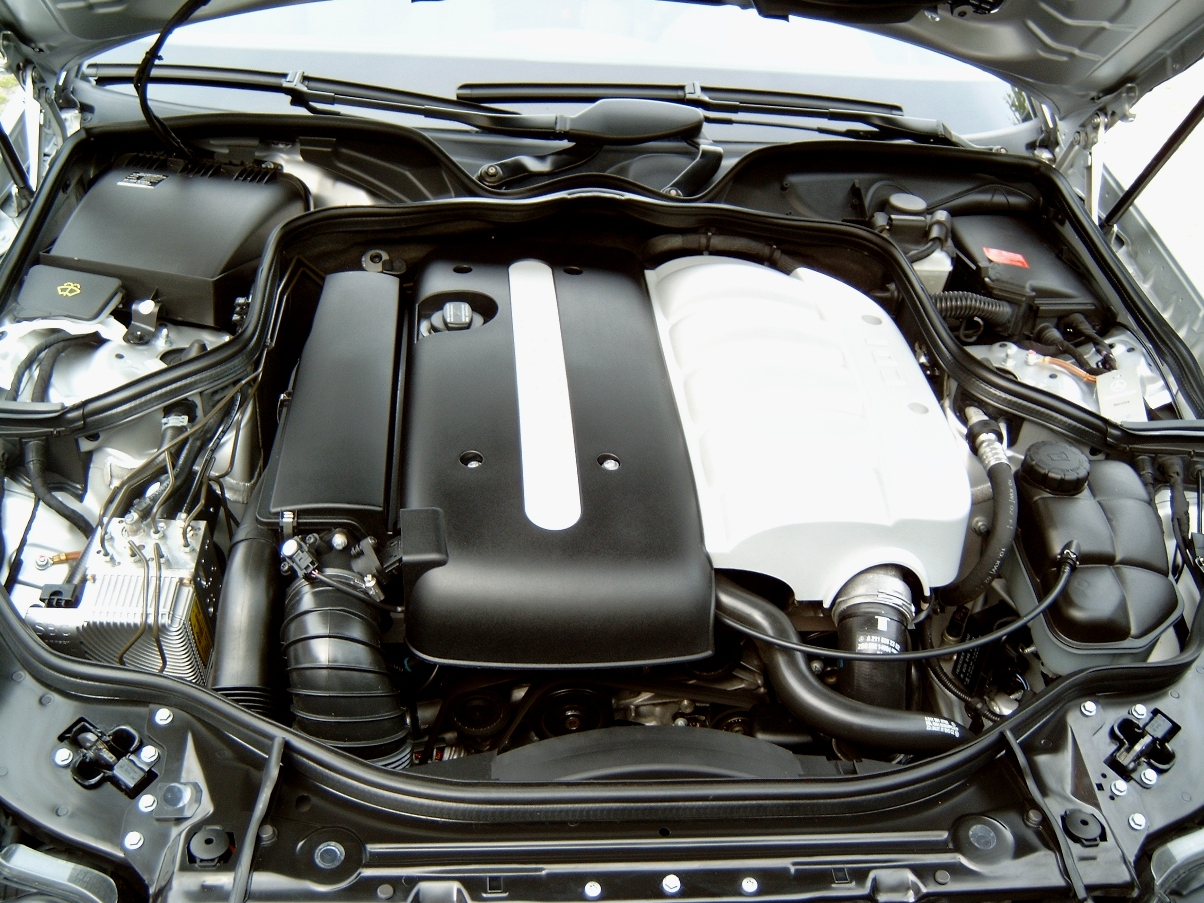
Mercedes-Benz OM 646

Mercedes-Benz OM646 (код 646.8XX, 646.9XX) — рядний чотирициліндровий дизельний двигун з прямим уприскуванням Common Rail, що випускався компанією Mercedes-Benz. Прийшов на заміну агрегату OM611. Автомобілі з цим типом двигуна в основному мають позначення «200 CDI» та «220 CDI».
У статті також розглядаються двигуни OM 647 (270 CDI) з п'ятьма циліндрами та OM 648 (280 CDI, 320 CDI) з шістьма циліндрами, які також рядні двигуни й технічно тісно пов’язані з OM 646, а також чотири- циліндр OM 644 як варіант для поперечної установки в Chrysler PT Cruiser.
Ці двигуни, по суті, встановлювалися в кількох серіях з 2002 по 2010 рік, включаючи C-Class і E-Class, як шестициліндрові двигуни також у S-Class і в фургонах (Sprinter).
Двигуни працюють із турбокомпресором типу VGT або VNT. Тиск наддуву сягає 1600 бар. Розподільчих валів на моторах два, привод здійснюється за допомогою ланцюга ГРМ. На кожен циліндр припадає по чотири клапани, що регулюються штовхачами. Є клапан EGR, який керується за допомогою електроніки. БУ контролює також паливний насос і пальне подається дозовано.

## ОМ 644
Для співпраці з Chrysler в США заздалегідь була розроблена чотирициліндрова версія 2.2 CRD для поперечної установки в Chrysler PT Cruiser. Цю зміну компонування також слід розглядати як попередник пізніших двигунів A- і B-класів, також з поперечним двигуном. Спочатку він був схожий на попередника OM 611 з погляду процесу згоряння та інших технологій, але вже ввів нумерацію двигунів наступного покоління. У ході подальшого розвитку технології CDI, PT Cruiser також отримав версію двигуна з більш високою продуктивністю та кращою класифікацією викидів Євро 4, дивіться наступний розділ про EVO.

## OM 646 EVO
У 2006 році OM 646 EVO був представлений як частина фейсліфтингу E-Класу. Це додатково розроблений варіант OM 646, в якому було модифіковано понад 90 компонентів. Ступінь стиснення зменшено з 18,0:1 до 17,5:1 шляхом установки більш високих поршнів і коротших шатунів. Крім того, був встановлений новий турбокомпресор з модифікованим охолодженням надувального повітря. Датчик структурного шуму в системі впорскування дозволяє дозувати паливо відповідно до вимог. Головка циліндрів була перероблена для досягнення ще більш ефективного охолодження двигуна. Також було перероблено повітропровід. Це дозволило зменшити втрату тиску і шум. Свічки розжарювання виготовлені не з металу, а з кераміки для кращого запуску двигуна та роботи в холодному режимі. Вони забезпечують більш високі температури підпалу. Балансні вали, раніше відомі з більш потужних версій, знайшли свій шлях у всіх двигунах OM 646 EVO. Після перегляду двигуни досягли класу викидів Євро 4 (раніше Євро 3).

## П'ятициліндровий ОМ 647 і шестициліндровий ОМ 648
Зміни з OM 611 на OM 646 також були прийняті для серій OM 612 (п'ятициліндровий) і OM 613 (шестициліндровий), за винятком балансувальних валів. Так виникли серії ОМ 647 і ОМ 648, які відрізняються від ОМ 646 кількістю циліндрів; Діаметр і хід поршня є однаковими для всіх двигунів цієї родини. З появою модифікації OM 646 EVO (чотири циліндровий) припинили виробництво серії OM 647 (п'ятициліндровий) і OM 648 (рядний шестициліндровий), оскільки їх замінили слабкіші варіанти наступного двигуна OM 642 V6.

## Технічні характеристики
| 4-циліндри                                                   |                              |                 |                          |                                     |                           |
| Об'єм: 2148 см³, Діаметр циліндра × Хід поршня: 88 × 88,3 мм |                              |                 |                          |                                     |                           |
| Chrysler PT Cruiser 2.2 CRD                                  | OM 644 DE 22 LA (Quereinbau) | 644.981         | 89 kW (121 PS) bei 4200  | 300 Nm bei 1600–2600                | 2000–2005                 |
| Chrysler PT Cruiser 2.2 CRD                                  | OM 644 DE 22 LA (Quereinbau) | 644.982         | 110 kW (150 PS) bei 4000 | 330 Nm bei 1800–3200                | 2006–2010                 |
| Vito 109 CDI (W 639)                                         | OM 646 DE 22 LA red.         | 646.983         | 65 kW (88 PS) bei 3800   | 220 Nm bei 1400–2500                | 2003–2006                 |
| Vito 109 CDI (W 639)                                         | OM 646 DE 22 LA red.         | 646.983         | 70 kW (95 PS) bei 3800   | 250 Nm bei 1400–2600                | 2006–2010                 |
| Vito 111 CDI, Viano 2.0 CDI (W 639)                          | OM 646 DE 22 LA red.         | 646.982 red.    | 80 kW (109 PS) bei 3800  | 290 Nm bei 1600–2500                | 2003–2006                 |
| Vito 111 CDI, Viano 2.0 CDI (W 639)                          | OM 646 DE 22 LA red.         | 646.982 red.    | 85 kW (116 PS) bei 3800  | 290 Nm bei 1600–2600                | 2006–2010                 |
| Vito 111 CDI, Viano 2.0 CDI (W 639)                          | OM 646 DE 22 LA red.         | 646.982 red.    | 80 kW (109 PS) bei 3800  | 290 Nm bei 1600–2400                | 2006–2010 (тільки 4MATIC) |
| Vito 115 CDI Viano 2.2 CDI(W 639)                            | OM 646 DE 22 LA              | 646.982         | 110 kW (150 PS) bei 3800 | 330 Nm bei 1800–2400                | 2003–2010                 |
| Sprinter 209 CDI, 309 CDI, 509 CDI (W 906)                   | OM 646 DE 22 LA              | 646.984         | 65 kW (88 PS) bei 3800   | 220 Nm bei 1600–2600                | 2006–2009                 |
| Sprinter 211 CDI, 311 CDI, 411 CDI, 511 CDI (W 906)          | OM 646 DE 22 LA              | 646.985         | 80 kW (109 PS) bei 3800  | 280 Nm bei 1600–2400                | 2006–2009                 |
| Sprinter Classic 311 CDI                                     | OM 646 DE 22 LA              |                 | 80 kW (109 PS) bei 3800  | 280 Nm bei 1600–2400                | 2013–наш час              |
| Sprinter 213 CDI, 313 CDI (W 906)                            | OM 646 DE 22 LA              | 646.986         | 95 kW (129 PS) bei 3800  | 305 Nm bei 1200–2400                | 2006–2009                 |
| Sprinter Classic 413 CDI                                     | OM 646 DE 22 LA              |                 | 100 kW (136 PS) bei 3800 | 320 Nm bei 1800–2200                | 2013–наш час              |
| Sprinter 215 CDI, 315 CDI, 415 CDI, 515 CDI (W 906)          | OM 646 DE 22 LA              | 646.989 646.990 | 110 kW (150 PS) bei 3800 | 330 Nm bei 1200–2400                | 2006–2009                 |
| C 220 CDI (W/S/CL 203)                                       | OM 646 DE 22 LA              | 646.963         | 105 kW (143 PS) bei 4200 | 340 Nm bei 2000                     | 2003–2004                 |
| C 220 CDI (W/S/CL 203)                                       | OM 646 DE 22 LA              | 646.963         | 110 kW (150 PS) bei 4200 | 340 Nm bei 2000                     | 2004–2007                 |
| C 200 CDI (W/S 204)                                          | OM 646 DE 22 LA EVO red.     | 646.811 red.    | 100 kW (136 PS) bei 3800 | 270 Nm bei 1600–3000                | 2007–2009                 |
| C 200 CDI BlueEFFICIENCY (W 204)                             | OM 646 DE 22 LA EVO red.     | 646.812         | 100 kW (136 PS) bei 3800 | 270 Nm bei 1600–3000                | 2008–2009                 |
| C 220 CDI (W/S 204)                                          | OM 646 DE 22 LA EVO          | 646.811         | 125 kW (170 PS) bei 3800 | 400 Nm bei 2000                     | 2007–2009                 |
| CLC 200 CDI (CL 203)                                         | OM 646 DE 22 LA red.         | 646.962         | 90 kW (122 PS) bei 4200  | 270 Nm bei 1600–2800                | 2008–2010                 |
| CLC 220 CDI (CL 203)                                         | OM 646 DE 22 LA              | 646.963         | 110 kW (150 PS) bei 4200 | 340 Nm bei 2000                     | 2008–2010                 |
| CLK 220 CDI (C 209)                                          | OM 646 DE 22 LA              | 646.966         | 110 kW (150 PS) bei 4200 | 340 Nm bei 2000                     | 2005–2009                 |
| E 200 CDI (W 211)                                            | OM 646 DE 22 LA red.         | 646.951         | 75 kW (102 PS) bei 4200  | 235 Nm bei 1800                     | 2003–2006 (Taxi)          |
| E 200 CDI (W 211)                                            | OM 646 DE 22 LA red.         | 646.951         | 90 kW (122 PS) bei 4200  | 270 Nm bei 1400–2800                | 2003–2006                 |
| E 200 CDI (W/S 211)                                          | OM 646 DE 22 LA EVO red.     | 646.820 646.821 | 100 kW (136 PS) bei 3800 | 340 Nm bei 2000                     | 2006–2009                 |
| E 220 CDI (W/S/VF 211)                                       | OM 646 DE 22 LA              | 646.961         | 110 kW (150 PS) bei 4200 | 340 Nm bei 2000                     | 2002–2006                 |
| E 220 CDI (W/S/VF 211)                                       | OM 646 DE 22 LA EVO          | 646.821         | 125 kW (170 PS) bei 3800 | 400 Nm bei 2000                     | 2006–2009                 |
| 5-циліндрів                                                  |                              |                 |                          |                                     |                           |
| Об'єм: 2685 см³, Діаметр циліндра × Хід поршня: 88 × 88,3 мм |                              |                 |                          |                                     |                           |
| E 270 CDI (W/S/VF 211)                                       | OM 647 DE 27 LA              | 647.961         | 130 kW (177 PS) bei 4200 | 400 Nm bei 1800–2600 (425 bei 2000) | 2002–2005                 |
| 6-циліндрів                                                  |                              |                 |                          |                                     |                           |
| Об'єм: 3222 см³, Діаметр циліндра × Хід поршня: 88 × 88,3 мм |                              |                 |                          |                                     |                           |
| E 280 CDI (W/S 211)                                          | OM 648 DE 32 LA red.         | 648.961 red.    | 130 kW (177 PS) bei 4200 | 425 Nm bei 1800–2600                | 2005                      |
| E 320 CDI (W/S 211)                                          | OM 648 DE 32 LA              | 648.961         | 150 kW (204 PS) bei 4200 | 500 Nm bei 1800                     | 2003–2005                 |
| S 320 CDI (W/V 220)                                          | OM 648 DE 32 LA              | 648.960         | 150 kW (204 PS) bei 4200 | 500 Nm bei 1800                     | 2002–2005                 |

 * Motorbezeichnung ist wie folgt verschlüsselt: OM = Oel-Motor (Diesel), Baureihe = 3 stellig, DE = Direkteinspritzung, Hubraum = Deziliter (gerundet), A = Abgasturbolader, L = Ladeluftkühlung, red. = leistungsreduziert, EVO = Weiterentwicklung